# Madeleine (metropolitana di Parigi)
Madeleine è una stazione delle linee 8, 12 e 14 della metropolitana di Parigi.

## La stazione
La stazione venne aperta nel 1913 ed il suo nome ricorda il piccolo villaggio che si era sviluppato nel VI secolo, ad ovest della capitale per merito del vescovo di Parigi. Esso venne subito conosciuto come la Ville-l'Évêque e la sua cappella venne dedicata a Maria Maddalena nel XIII secolo.

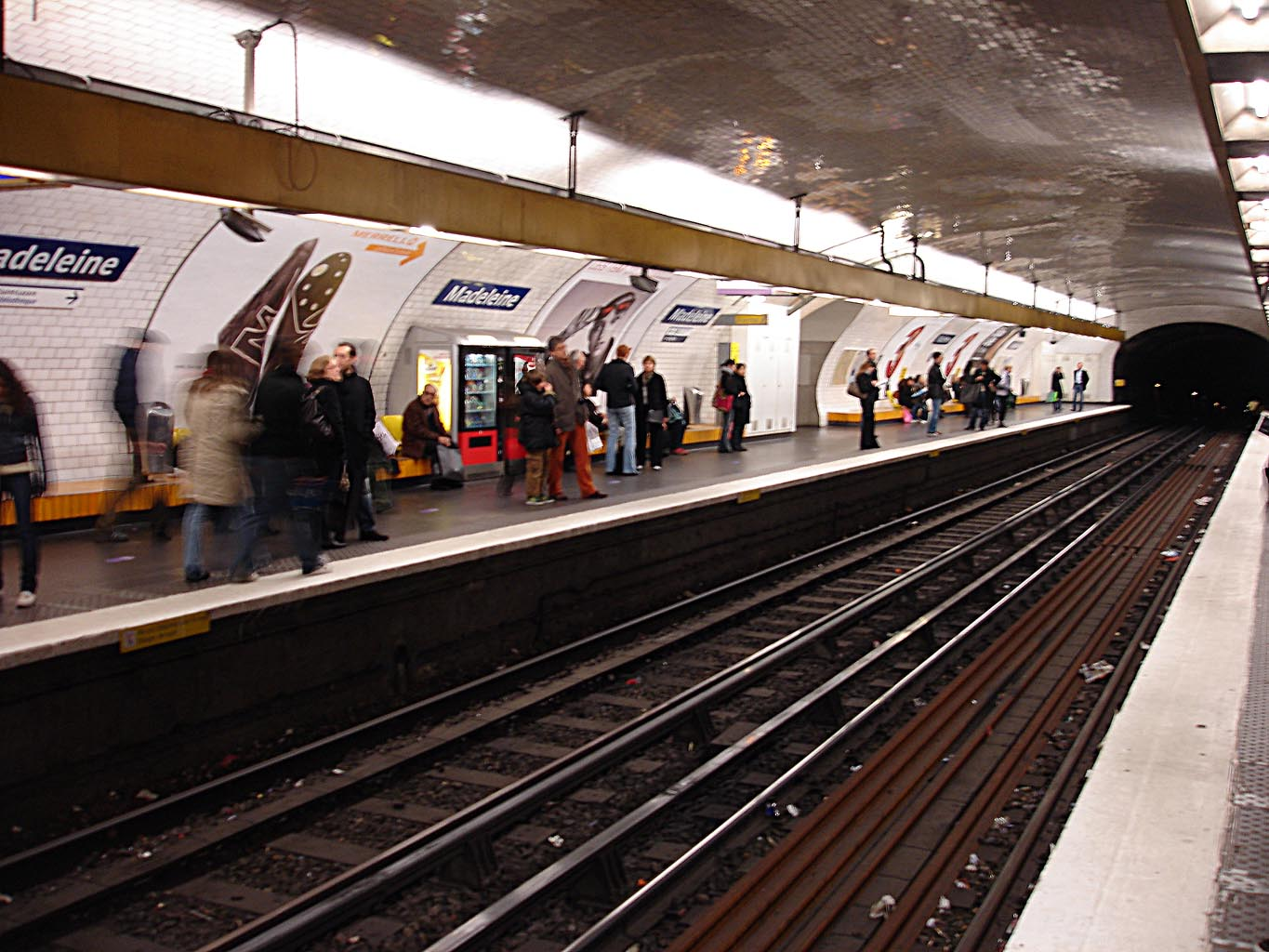
Banchina della linea 8
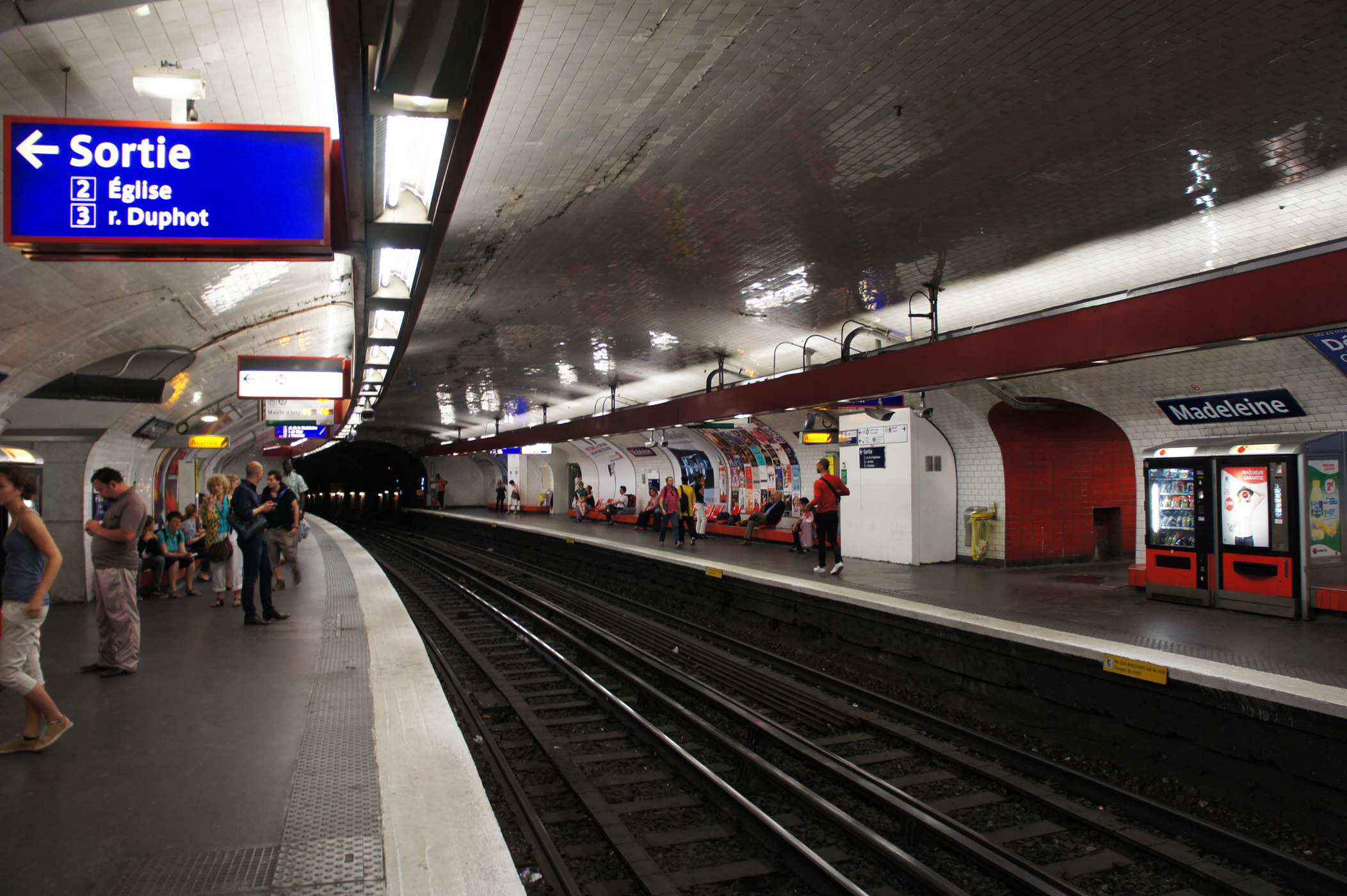
Banchina della linea 12
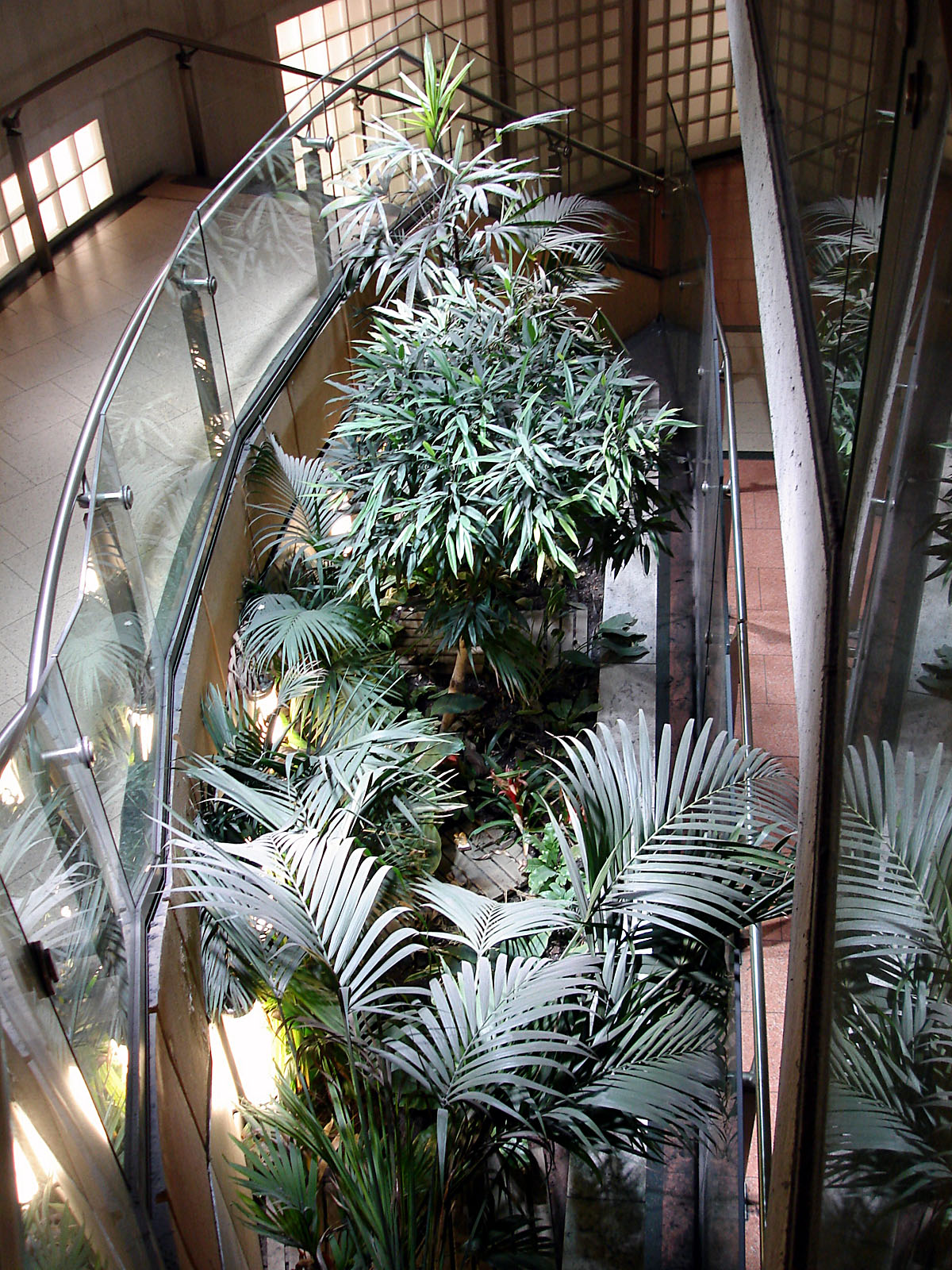
Scale per la banchina della linea 14

## Interscambi
- Bus RATP - 24, 42, 52, 84, 94, OpenTour